# 張煥禎
張煥禎（1956年—），
聯新國際醫院總院長、聯新醫療國際集團創辦人兼總執行長。長期支持台灣體育活動，推動運動醫學、社區醫學、國際醫療及投資上海禾新醫院，現任中華奧會副主席。
〈醫學專長〉腎臟病、高血壓、新陳代謝疾病、健康管理、家庭醫學科、運動醫學
〈現    職〉聯新國際醫療集團創辦人、中華奧林匹克委員會副主席、中華民國擊劍協會理事長。
〈學    歷〉中國醫藥大學醫學系畢業、長庚大學管理學研究所碩士
〈經    歷〉台大醫院、長庚醫院兼任主治醫師、台灣家庭醫學會副理事長、桃園縣醫師公會理事長、亞洲華人醫務管理交流學會理事長、台灣運動醫學醫學會理事長

## 生平
生於台中市，出身台灣客家人家庭。
大學進入中國醫藥大學醫學系，1982年取得醫學士學位。在大學期間，學習西洋擊劍，大二時曾獲全國擊劍賽大專盃新手組第一名。畢業後成為醫師，取得內科專業資格。在醫生事業外，也努力進修，於1999年取得長庚大學管理學研究所碩士學位。
1993年，創立聯新醫療聯盟，是台灣私人醫院連鎖經營的先驅。
1995年，成立桃園壢新醫院。
2000年，創立環台醫療策略聯盟。一縣市一家區域醫院進行聯盟合作。
2002年，創立亞洲華人醫務管理交流學會，推動海峽兩岸與東亞醫院管理的交流。
2012年在ECFA簽定後，在中國上海成立上海禾新醫院，是大陸首間由外資(台資)獨資成立的醫院。
2013年張煥禎當選第11屆中華奧會副主席。張煥禎19歲開始學習擊劍，大二獲得全國擊劍賽大專盃新手組第一名，38歲時成為中華民國擊劍協會最年輕的理事長。，從運動選手到奧會副主席，張煥禎對運動參與甚深，在學生時期是國家隊擊劍選手，從醫後也投入台灣體育運動，也多次擔任中華代表隊的隊醫，為運動國手提供醫療協助，深覺運動醫療的重要性。「但因為民眾受傷多半都找骨科或復健科，做運動醫學不賺錢，因此很少有醫院設立運動醫學科。」

## 爭議
- 2019年4月，爆發逃漏稅高達新台幣五億，卻只處罰新台幣六萬。[3]
- 2020年7月，桃園地方法院宣判，在涉嫌自2007年至2014年間的新台幣五億元逃漏稅案中，關說時任法務部長邱太三並造成其辭職。[4]
- 2021年7月20日，因世界球后戴資穎與中華奧委會代表團參加東京奧運惹出「選手經濟艙」爭議事件，並直指是中華奧會副主席兼任中華奧會防疫協調官透過線上會議提議，但張煥禎否認，表示從頭到尾都沒有提議經濟艙或商務艙，僅有討論選手隔離的相關問題。[5][6]